# Hexalaughlia
Hexalaughlia is een geslacht van kreeftachtigen uit de klasse van de Malacostraca (hogere kreeftachtigen).

## Soorten
- Hexalaughlia chuenensis (Rathbun, 1909)
- Hexalaughlia orientalis (Rathbun, 1909)